# Zecca della Mirandola
La zecca della Mirandola, conosciuta anche come zecca dei Pico, era l'ente preposto presso cui veniva effettuata il conio delle monete a nome della città di Mirandola.
L'attività della zecca mirandolese, che coniò oltre 500 tipi di monete, iniziò nel 1515 e terminò con la cacciata della famiglia Pico dal Ducato della Mirandola nei primi anni del XVIII secolo, dopo il ritorno degli imperiali successivo all'assedio francese alla Mirandola del 1705.
La collezione reale di Vittorio Emanuele III, oggi custodita presso il Museo nazionale romano di Roma, e quella conservata presso il museo civico di Mirandola rappresentano le maggiori raccolte delle monete coniate nell'antico Stato della Mirandola.

## Storia

### Monetazione di Giovanni Francesco II (1515-1533)
La nascita della zecca dei Pico risale a pochi anni dopo l'assedio della Mirandola di papa Giulio II, quando l'imperatore del Sacro Romano Impero Massimiliano I d'Asburgo concesse nel 1515 a Giovanni Francesco II Pico della Mirandola l'autorizzazione a battere moneta: risalgono infatti a quell'anno le prime monete in cui lo stemma dei Pico è raffigurato di fianco all'aquila imperiale.
(Diploma di Massimiliano I, 1515)
Nel 1524, durante il periodo della caccia alle streghe nella Signoria della Mirandola, vennero coniate le prime monete d'oro con l'effigie di San Francesco d'Assisi con le stimmate, ma scoppiò uno scandalo quando si scoprì che erano doppioni e ducati d'oro di bassa lega. Giovanna Carafa, moglie di Gianfrancesco II Pico e definita come "donna tirannicamente avara", fu accusata dai partigiani del nipote Galeotto II Pico di aver falsificato le monete d'oro per rancori nei confronti del marito, ma essa incolpò lo zecchiere ebreo Santo di Bochali (mero esecutore delle volontà della sovrana), a cui vennero confiscati tutti i beni e fatto decapitare nella piazza principale da Giovanfrancesco II per salvare la reputazione della moglie.
Purtroppo la reputazione della monetazione aurea mirandolese fu gravemente compromessa e si dovette passare dai ducati alla coniazione di scudi d'oro. La monetazione d'argento di Giovanni Francesco II Pico è rarissima (dal momento che lo zecchiere era più interessato a lucrare sulle monete d'oro), mentre la monetazione di rame fu caratterizzata dall'emissione di bagattini di peso ridotto rispetto ad altre zecche.
Sulle monete di Gianfrancesco si trova spesso il misterioso motto latino OMNINO, coniato sopra un libro da cui si intravede la seconda pagina con le lettere B|KA. Secondo alcune interpretazioni, il motto potrebbe rievocare le prime opere del filosofo stampate nel 1519-1520 (con un riferimento alla cabala), una citazione ciceroniana. oppure essere un acronimo di Ob Memoriam Nominis Iohannis Nepos Obtunditx (Il nipote ha battuto alla memoria del nome di Giovanni).
Tra il 1965 e il 1970 il Dolcificio Lombardo Perfetti realizzò una riproduzione in metallo leggero anodizzato dorato di un doppio ducato di Gianfrancesco Pico, facente parte della serie "Le più belle monete di tutti i tempi".

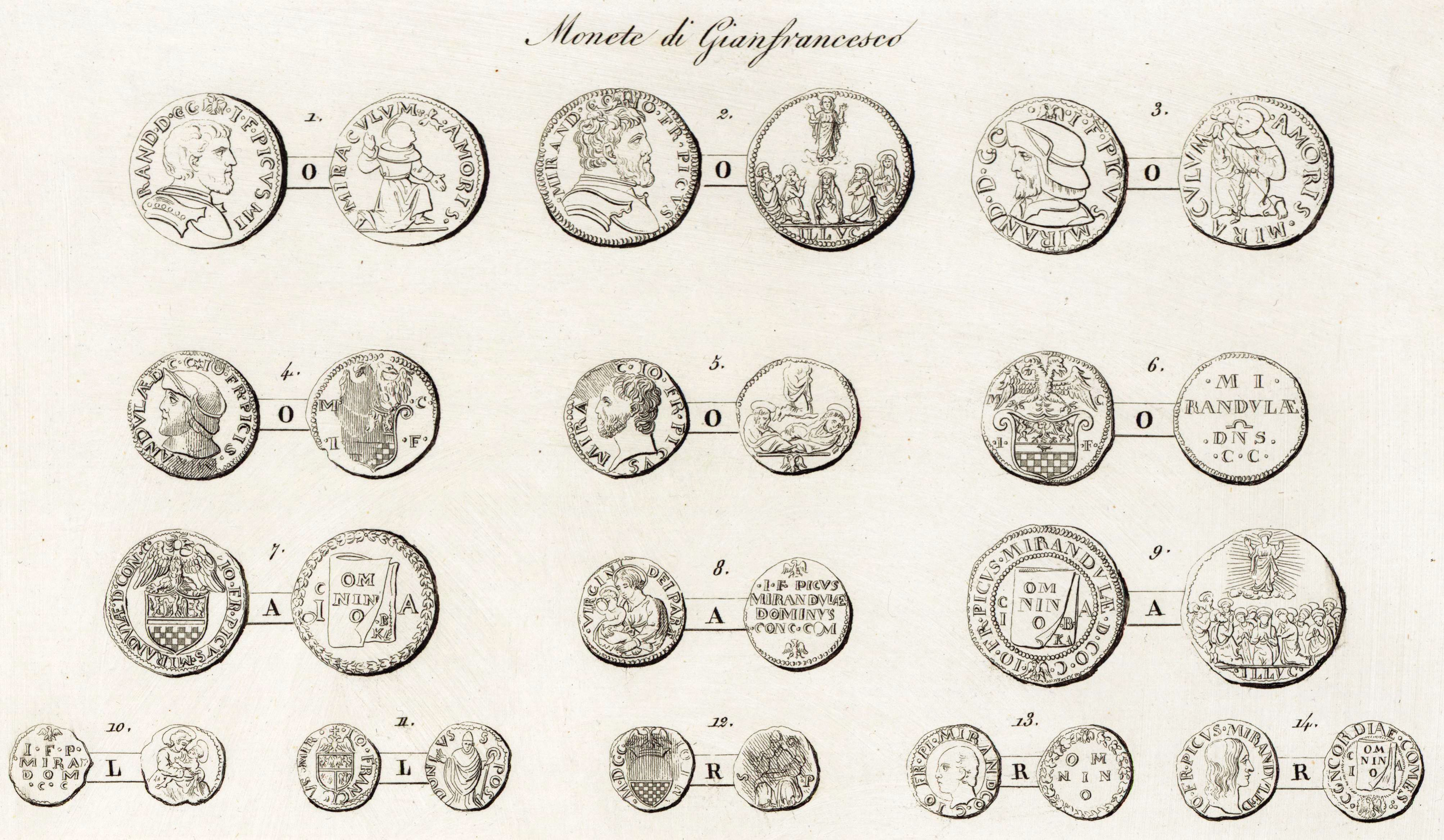
Monete di Giovanni Francesco II Pico

### Monetazione di Galeotto II (1533-1550)
Dopo l'omicidio di Giovanni Francesco avvenuto nel 1533, il successore Galeotto II Pico coniò poche monete: lo scudo d'oro e il bianco d'argento (che valeva la metà della moneta aurea), oltre a muraiole, sesini e quattrini.

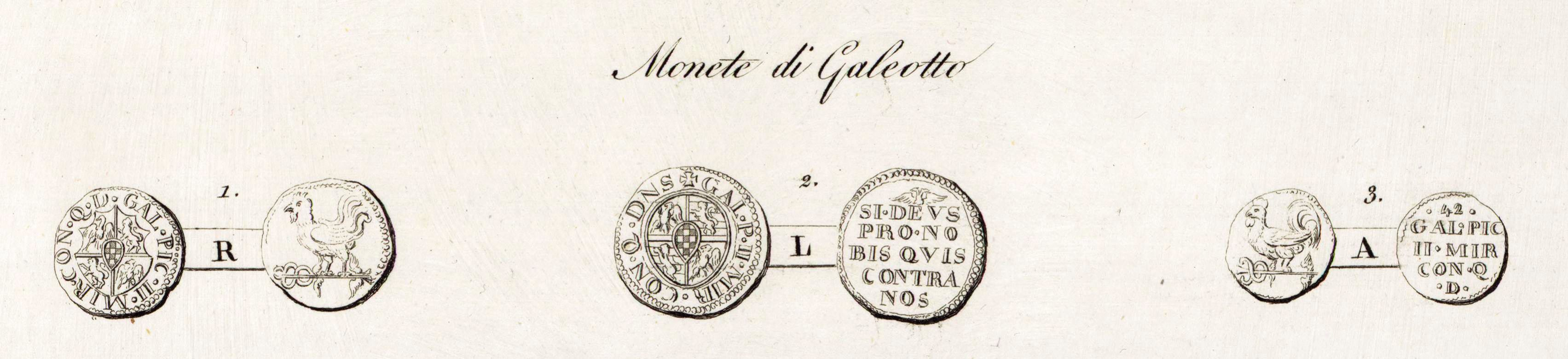
Monete di Galeotto III

### Monetazione di Ludovico II (1550-1568)
L'abbondante monetazione di Ludovico II Pico, salito al potere nel 1550, fu segnata dall'assedio della Mirandola del 1551, durante il quale la fortezza mirandolese riuscì a respingere l'esercito pontificio assediante inviato da papa Giulio III: le monete sono infatti caratterizzate da allegorie che richiamano la sconfitta del papa (trofei di guerra, armature con rami d'ulivo, flutti che si infrangono contro uno scoglio, la personificazione della Fama che porta una luce nella mano destra, anziché suonare la tromba della vittoria) e furono coniate in gran numero per ripagare i costi della guerra.

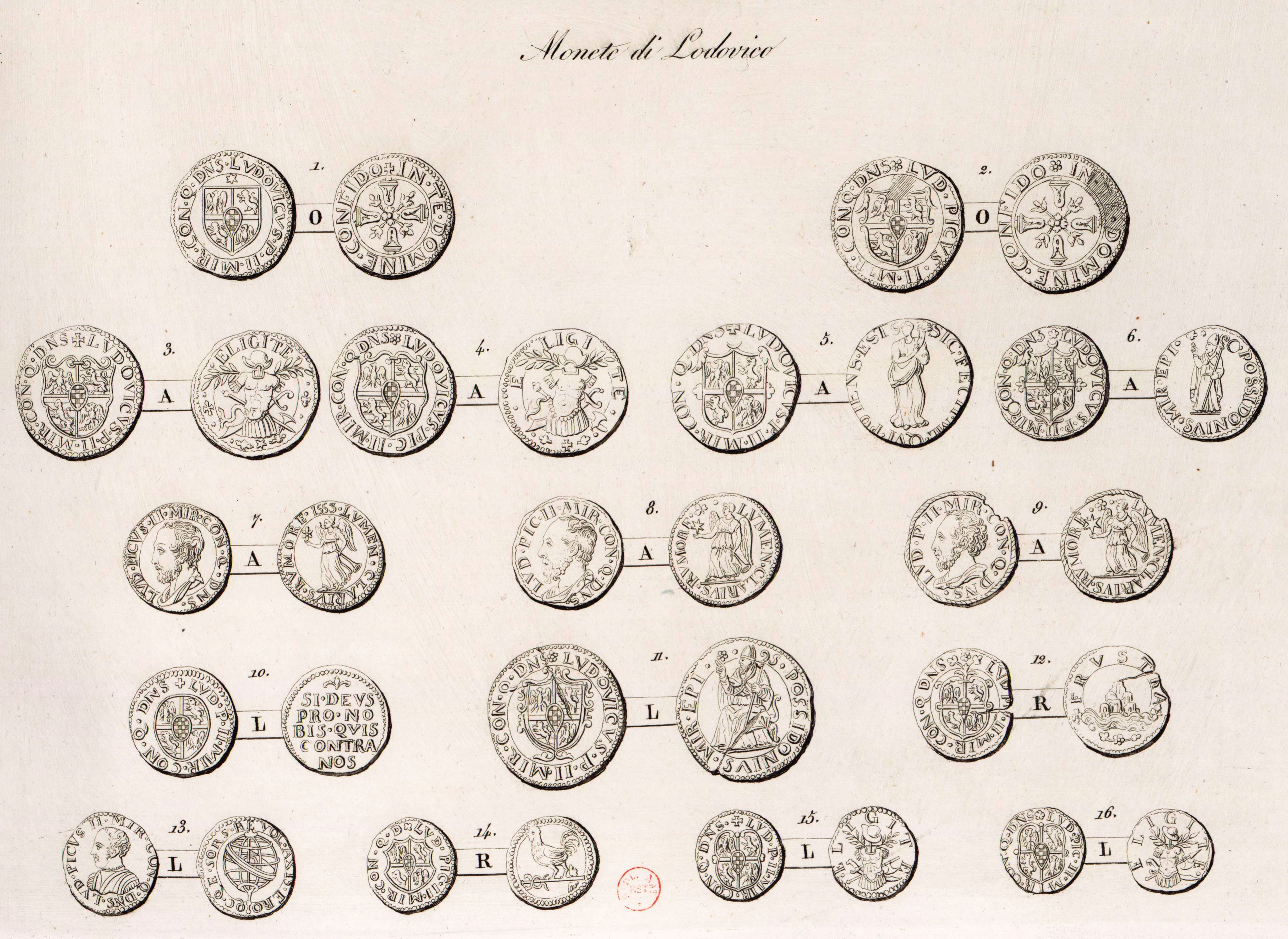
Monete di Ludovico II Pico

### Monetazione di Galeotto III (1568-1590)
Durante il regno di Galeotto III Pico la zecca di Mirandola entrò in crisi, così come quelle di Ferrara, Mantova e Modena (mentre la zecca di Reggio Emilia chiuse nel 1572): di questo periodo è conosciuto solo un rarissimo scudo d'oro. Durante il brevissimo regno di Federico II Pico (1596-1602) non furono predisposti nuovi conii.

### Monetazione di Alessandro I (1602-1637)
L'avvento di Alessandro I Pico nel 1602 segnò il massimo splendore di Mirandola, che pochi anni dopo, nel 1617, ottenne il titolo di ducato da parte dell'imperatore Mattia d'Asburgo, previo il pagamento di ben 100.000 fiorini; tale somma di denaro fu talmente ingente che costrinse la famiglia Pico a riaprire la zecca: la monetazione venne allora affidata al genovese Giovanni Agostino Rivarola (già zecchiere di Correggio, Ferrara, Massa, Parma e Tresana), che coniò doppie e ducatoni di ottima lega, che ne consentirono un'ampia diffusione, ma anche monete più scarse (chiamate in modo spregiativo bagiane) per l'economia locale, oltre ad altre monete che imitavano quelle modenesi e mantovane (chiamate, rispettivamente, giorgino e possidonio). Purtroppo, come già successo in passato, anche Agostino Rivarola iniziò a battere moltissime monete contraffatte e false (dicken con l'effige di San Possidonio, groschen e fiorini), destinate soprattutto al Nordeuropa flagellato da una gravissima crisi economica causata dalla guerra dei trent'anni e dalle epidemie. Nel 1623 Rivarola, arrestato per falsa monetazione, venne condannato a Correggio (il cui feudo fu tolto al principe Siro, essendo ritenuto complice dello zecchiere) e a Mirandola, dove la zecca venne chiusa per diversi anni, riuscendo a salvare il destino di Alessandro I. 
Verso il 1630 la zecca di Mirandola venne riaperta ed affidata all'ebreo Jacob Padova, che dopo la conversione al cristianesimo si fece chiamare Gian Francesco Manfredi (anch'esso finì condannato a morte per contraffazione a Modena). In questo periodo venne coniata in rame puro una grandissima quantità di quattrini, che vennero pubblicamente banditi dal comune di Bologna nel 1636, in quanto meno pesanti e preziosi del quattrino bolognese originale. 

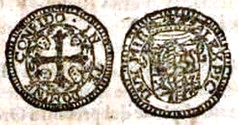
Moneta mirandolese nel bando emesso a Torino nel 1634

Il 21 gennaio 1634 venne emesso a Torino, sotto Vittorio Amedeo I di Savoia, il Nuovo bando delle monete basse di zeche forastiere, e specialmente delle improntate al piede del presente ordine: tale documento, sebbene non nomini espressamente le monete della zecca di Mirandola fra quelle vietate, raffigurata però in fondo una moneta che riporta lo stemma del duca Alessandro I Pico.

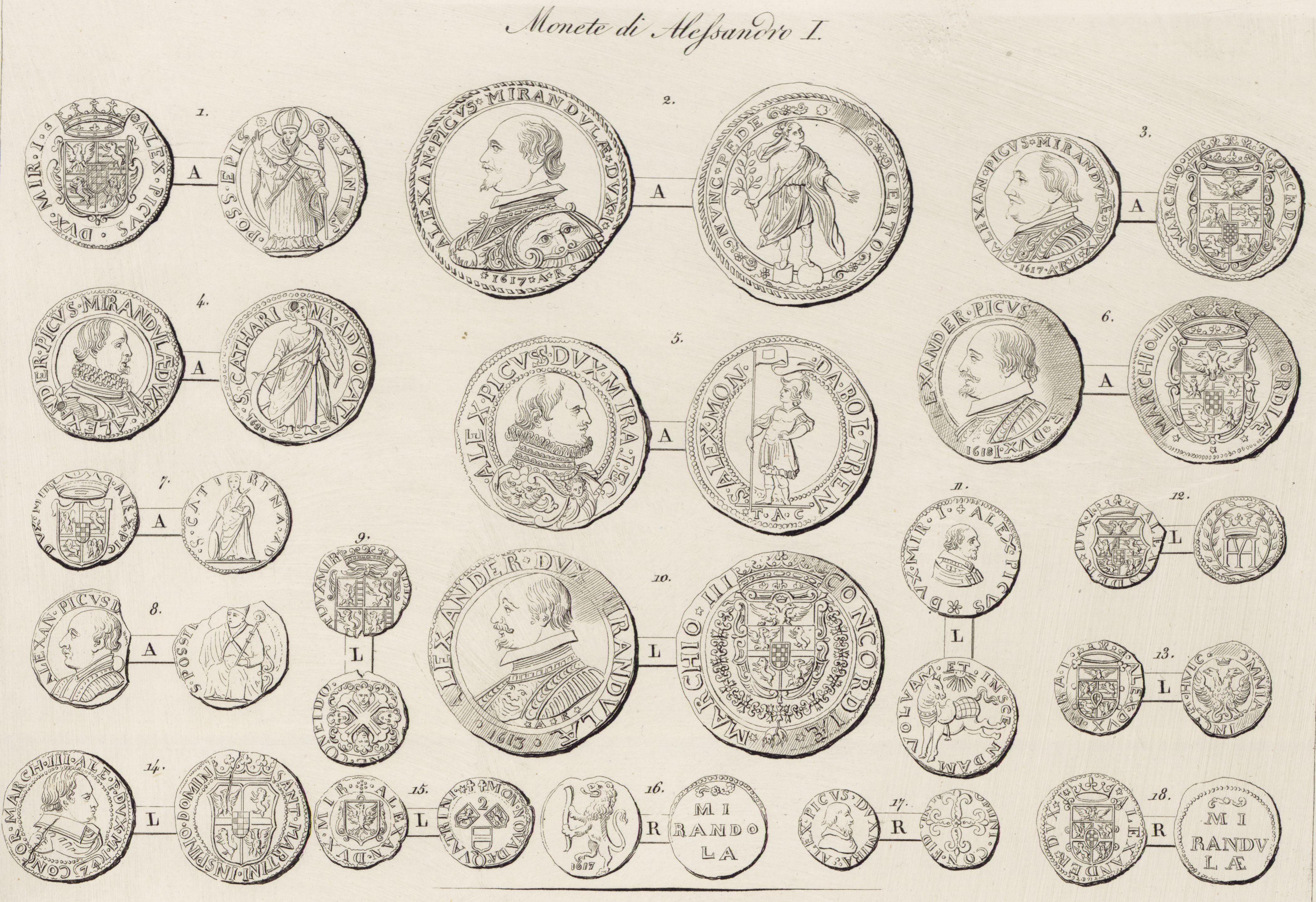
Monete di Alessandro I

### Monetazione di Alessandro II (1637-1691)
Il 21 febbraio 1639 l'imperatore Ferdinando III d'Asburgo inviò un diploma di conferma ad Alessandro II Pico della Mirandola per continuare a coniare le monete, anche se è noto che già nell'anno 1638 erano stati battuti diversi talleri del leone di tipo olandese. La zecca dei Pico venne affidata all'ebreo Elia Teseo, le cui iniziali compaiono sulle monete da una lira e da un cavallotto del 1669 (comunissime e utilizzate fino al 1731). Nel frattempo il comune di Bologna continuò ad emanare bandi (nel 1646, 1650 e 1681) per vietare la spedita dei quattrini mirandolesi, sempre di peso inferiore ai bolognini. Anche in questo periodo sono note diverse contraffazioni di monete, come il soldino di Milano (1672) e il sesino di Modena.

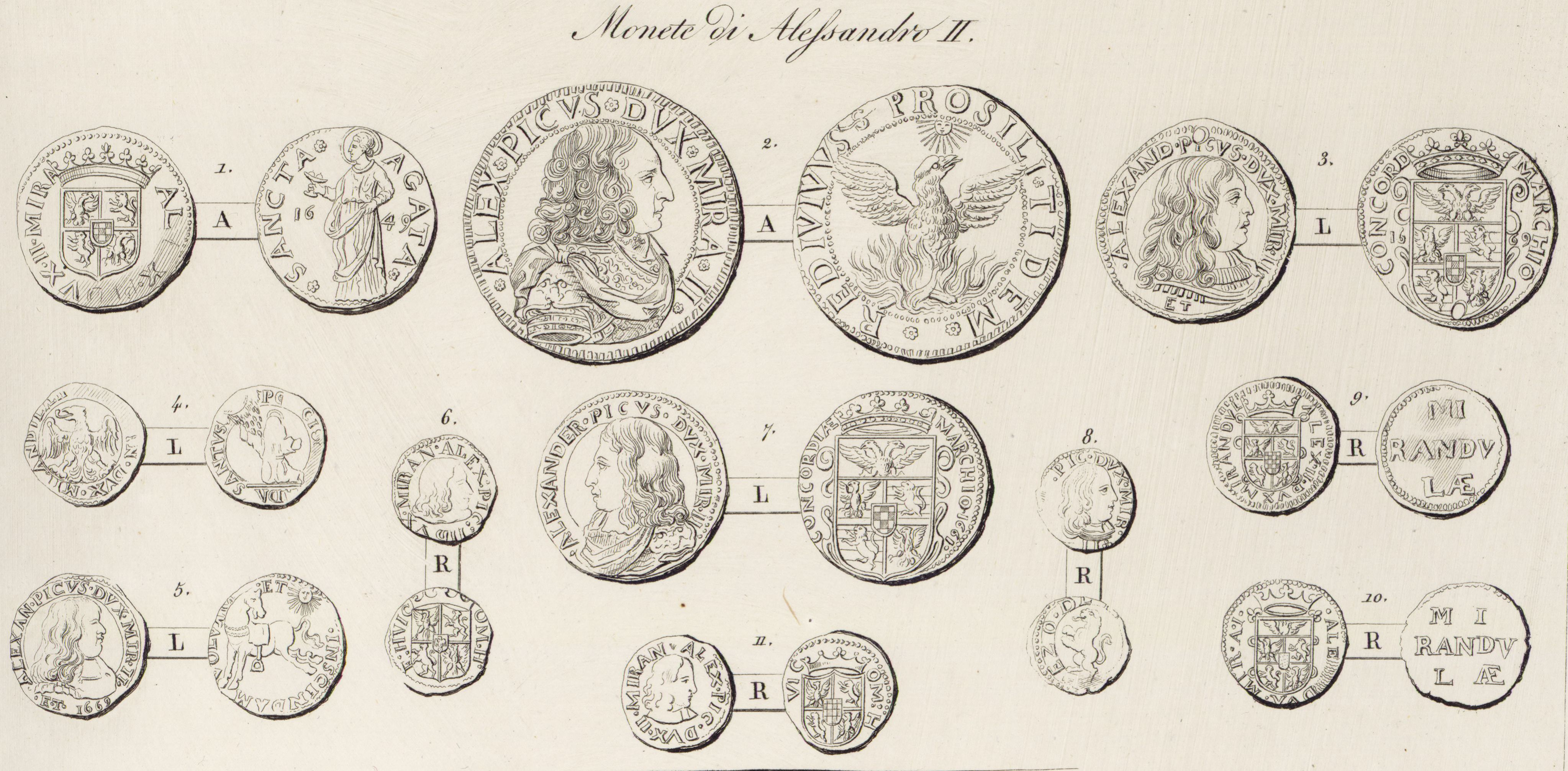
Monete di Alessandro II

### Monetazione di Francesco Maria II (1691-1708)

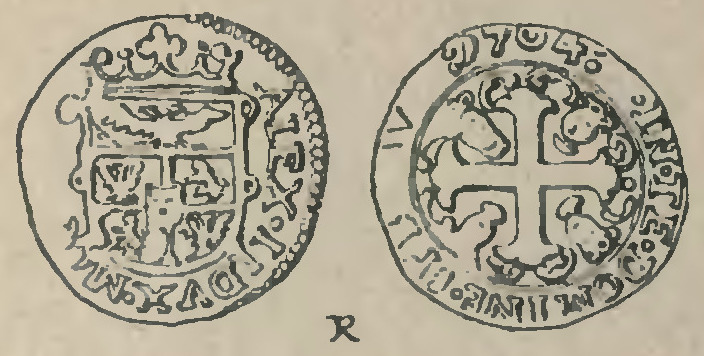
Moneta ossidionale del 1704

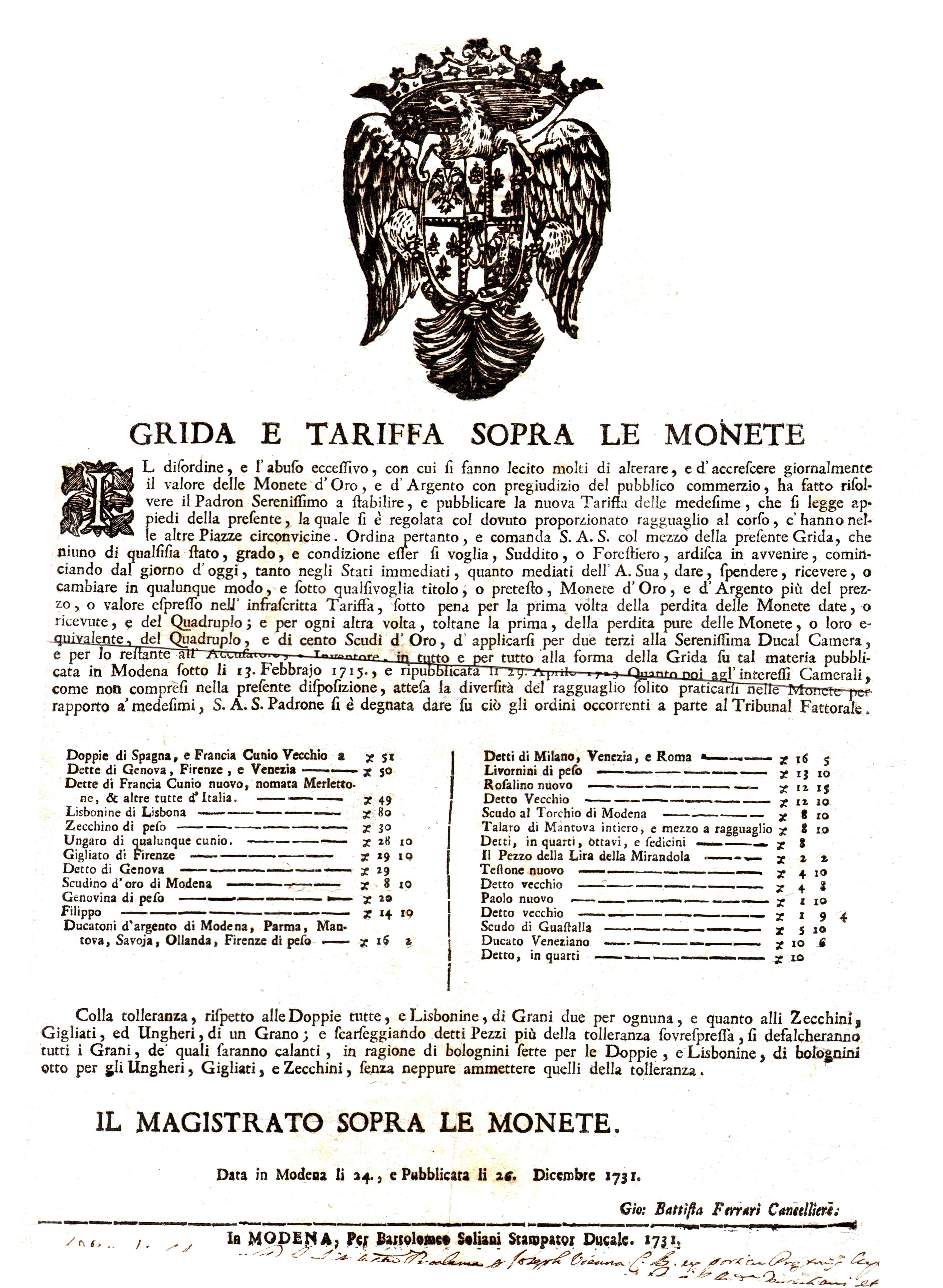
In questa Grida e tariffa sopra le monete (Modena, 24-26 dicembre 1731) viene ancora citato il "Pezzo della Lira della Mirandola".

Si ritiene che verso la fine del XVII secolo la zecca di Mirandola non fosse più attiva, così come altre piccole zecche italiane.
L'ultima monetazione mirandolese avvenne sotto l'effimero regno dell'ultimo duca Francesco Maria II Pico, o per meglio dire per opera del presidio militare imperiale durante l'assedio dei francesi alla Mirandola del 1704-1705 durante la guerra di successione spagnola. Nell'ottobre 1704, infatti, il comandante cesareo Giuseppe Lotario Conte di Konisegg dovette provvedere a coniare delle nuove monete, dovendo far fronte alle spese dell'assedio; tuttavia, non riuscendo a fabbricare nuovi conii, gli alemanni pensarono di riutilizzare il vecchio conio con l'effige di Alessandro II Pico (il quale era morto nel 1691) ed inserendovi l'anno 1704. Questa moneta non venne accettata volentieri dalla popolazione, tanto che l'autorità imperiale dovette emanare una grida per imporre l'uso e l'accettazione di tale valuta:
Con la caduta della famiglia Pico, accusata di fellonia dall'imperatore ed esiliata per essersi schierata a fianco dei francesi, la zecca di Mirandola terminò definitivamente la propria storia; tuttavia le monete mirandolesi continuarono comunque ad essere citate da bandi e tariffe dal momento che, in un'economia che all'epoca era poverissima, la valuta circolante era sempre la stessa. In una Grida e tariffa sopra le monete emanata a Modena alla fine di dicembre del 1731 viene ancora citato il "Pezzo della Lira della Mirandola".